# Liste der Einträge im National Register of Historic Places im Bledsoe County

Lage des Bledsoe Countys in Tennessee

Die Liste der Einträge im National Register of Historic Places im Bledsoe County in Tennessee führt die Bauwerke und historischen Stätten im Bledsoe County auf, die in das National Register of Historic Places aufgenommen wurden.

## Legende
| NRHP | Historic Place    |
| HD   | Historic District |

## Derzeitige Einträge
| [ 2 ] | Name                                                     | Bild                                                     | Eintragsdatum        | Lage                                                  | Ort                      | Beschreibung                                                                                        |
| ----- | -------------------------------------------------------- | -------------------------------------------------------- | -------------------- | ----------------------------------------------------- | ------------------------ | --------------------------------------------------------------------------------------------------- |
| 1     | Bellview School                                          | Bellview School                                          | 1999 ID-Nr. 99000279 | TN 101 35° 44′ 44″ N, 85° 10′ 42″ W                   | nördlich von Mount Crest | 1928 errichtetes Schulgebäude; heute Versammlungs- und Veranstaltungshaus                           |
| 2     | Bledsoe County Courthouse                                | Bledsoe County Courthouse                                | 1995 ID-Nr. 95000346 | Town Square 35° 36′ 20″ N, 85° 11′ 19″ W              | Pikeville                | 1909–1910 im neoklassizistischen Stil errichtetes Justiz- und Verwaltungsgebäude des Bledsoe County |
| 3     | Bledsoe County Jail                                      | Bledsoe County Jail                                      | 2008 ID-Nr. 08001049 | 128 Frazier Street 35° 36′ 18,7″ N, 85° 11′ 18,4″ W   | Pikeville                | 1851 errichtetes und bis heute betriebenes Gefängnis des Bledsoe County                             |
| 4     | John Bridgman House                                      | John Bridgman House                                      | 1993 ID-Nr. 93000567 | 106 East Spring Street 35° 36′ 6″ N, 85° 10′ 59″ W    | Pikeville                | 1815 im Federal Style errichtetes Wohnhaus                                                          |
| 5     | Lincoln School                                           | Lincoln School                                           | 1993 ID-Nr. 93000648 | Grove Street 35° 36′ 44″ N, 85° 11′ 26″ W             | Pikeville                | 1925–1926 im Craftsman Style errichtetes Schulgebäude; heute Museum                                 |
| 6     | Pikeville Chapel African Methodist Episcopal Zion Church | Pikeville Chapel African Methodist Episcopal Zion Church | 1999 ID-Nr. 99001444 | East Valley Drive 35° 36′ 18″ N, 85° 11′ 8″ W         | Pikeville                | 1870 errichtete Methodistenkirche                                                                   |
| 7     | Dr. James A. Ross House                                  | Dr. James A. Ross House                                  | 1999 ID-Nr. 99000758 | 102 Frazier Street 35° 36′ 20″ N, 85° 11′ 16″ W       | Pikeville                | 1872 im Italianate-Stil errichtetes Wohnhaus mit Arztpraxis; heute Museum                           |
| 8     | South Main Street Historic District                      | South Main Street Historic District                      | 1994 ID-Nr. 94000375 | 200-422 South Main Street 35° 36′ 6″ N, 85° 11′ 25″ W | Pikeville                | 27 Gebäude verschiedener Baustile im Zentrum der Stadt                                              |